# TQILA
 The Queer Insurrection and Liberation Army (TQILA) war eine bewaffnete queere anarchistische Gruppe und Untereinheit der International Revolutionary People’s Guerrilla Forces (IRPGF), die am 24. Juli 2017 von LGBT-Mitgliedern der IRPGF gegründet wurde. Ihre Gründung wurde von ar-Raqqa-Stadt aus bekannt gegeben, zusammen mit einer Erklärung, in der die Ziele ihrer Gründung erläutert wurden; die systematische Verfolgung von LGBT-Personen durch den ISIL wurde als eine wichtige Motivation für die Gründung der Gruppe hervorgehoben. TQILA war Berichten zufolge die erste LGBT-Einheit, die gegen den Islamischen Staat im Irak und in der Levante kämpfte, und offenbar die erste LGBT-Miliz im Nahen Osten. Die TQILA löste sich wie alle IRPGF-Einheiten im September 2018 auf.

## Formation
Das Bild der Formation, auf dem die Kämpfer neben einem Schild mit der Aufschrift „Diese Schwuchteln töten Faschisten“ und zwei Fahnen – der Flagge der Gruppe und einer LGBT-Flagge – posieren, fand weite Verbreitung in (sozialen) Medien. Westliche Medien berichteten ausführlich über die Einheit. Die Einheit war, wie der Rest der IRPGF, Mitglied des Internationalen Freiheitsbataillons. Eines der Zeugnisfotos der Gruppe zeigt Heval Mahir, Kommandeur des Internationalen Freiheitsbataillons, und die marxistisch-leninistischen Guerillagruppen TKP/ML TİKKO, die die LGBT-Flagge halten. Trotz ihrer Zugehörigkeit zum Internationalen Freiheitsbataillon berichteten einige Nachrichtenagenturen fälschlicherweise, dass TQILA eine offizielle Einheit der Demokratischen Kräfte Syriens sei, was zu Verwirrung führte. Mustafa Bali, Mediendirektor der SDF, wies diese Behauptungen zurück. Er erklärte, dass es innerhalb der Koalition keine LGBT-Brigade gebe. Die Existenz einer LGBT-Brigade innerhalb des Internationalen Freiheitsbataillons hat er jedoch nicht bestritten.

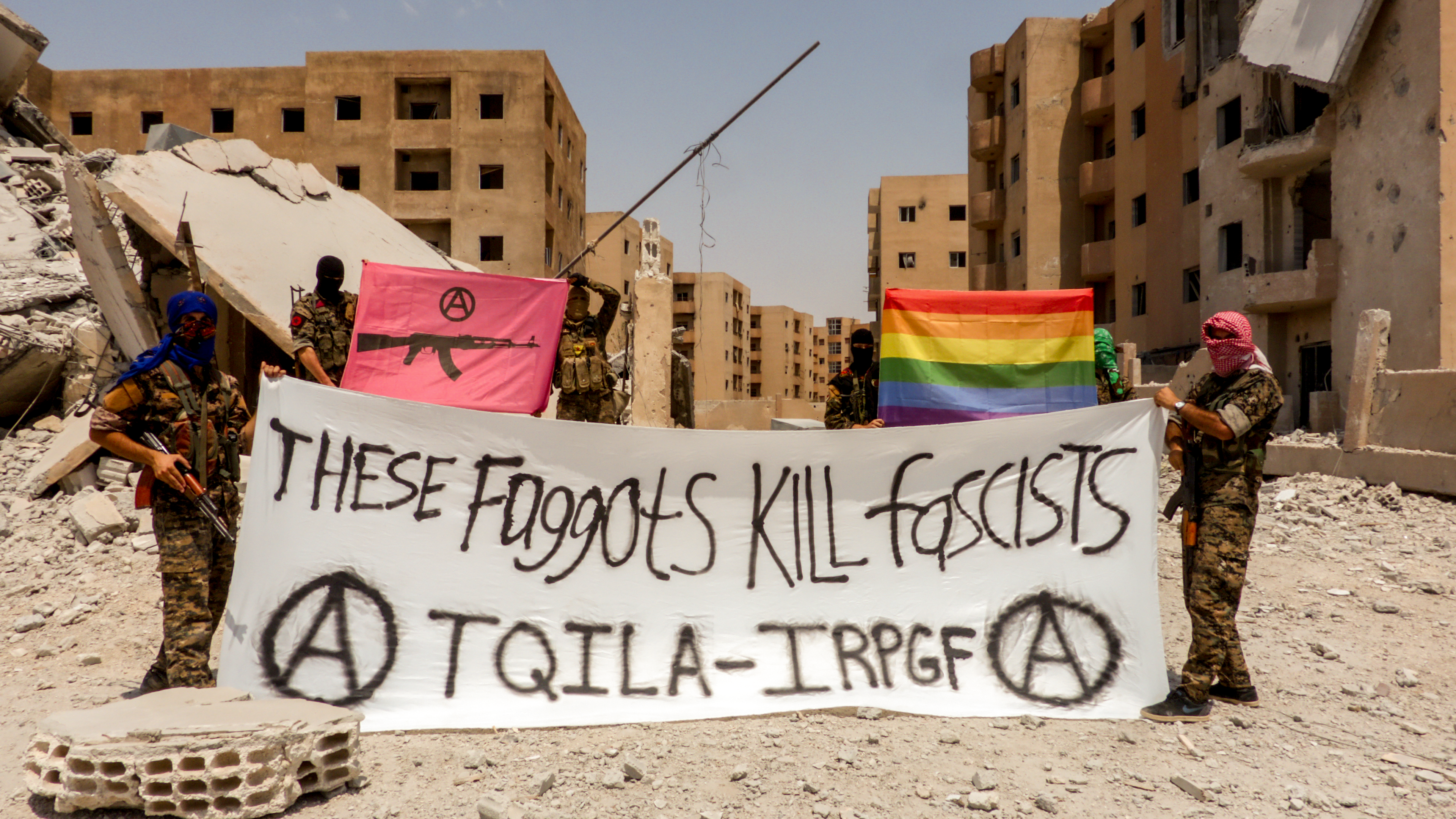
Mitglieder der TQILA mit ihrem Slogan „Diese Schwuchteln töten Faschisten“ (2017)
Das Emblem der TQILA
Die Flagge der TQILA
Logo der TQILA